# 備中国
備中国（びっちゅうのくに）は、かつて日本の地方行政区分だった令制国の一つ。山陽道に属する。

## 「備中」の名称
飛鳥池遺跡木簡に「吉備道中国」、飛鳥藤原宮の木簡に「吉備中国」と表記されている。

## 領域
明治維新の直前の領域は、岡山県井原市、総社市、高梁市、新見市、浅口市、都窪郡(早島町)、浅口郡(里庄町)、小田郡(矢掛町)の全域および岡山市の一部（北区のうち概ね納所、川入、東花尻、西花尻、平野、延友より南西および真星、上高田、山上、石妻、杉谷、日近、足守、下足守、高松稲荷、平山、立田、加茂より南西、南区大福・古新田・妹尾崎・山田・妹尾・箕島）、倉敷市の大部分（水島福崎町、水島東千鳥町、水島東常盤町、水島東栄町、水島東弥生町、水島東寿町、水島相生町、福田町浦田、浦田、黒石、粒浦、有城、藤戸町天城、藤戸町藤戸より南東を除く）、笠岡市の大部分（用之江の一部を除く）、真庭市の一部（阿口、五名、山田、宮地以南）、加賀郡吉備中央町の一部（豊野、田土、湯山、吉川、上野、竹部以西）にあたる。
北長瀬駅と庭瀬駅の間に、備前・備中の国境線が引かれていた。

## 沿革
7世紀後半に、吉備国を備前国、備中国、備後国に三分して設けられた。はじめのうち、吉備道に属する一国とされたらしく、吉備道中国（きびのみちのなかつくに）と書いた木簡が見つかっている。また平安時代の『和名類聚抄』でも、備中国の和訓を「きびのみちのなかつくに」としている。
古代から開発が進んだ先進地帯で、鉄産地でもあった。造山古墳と作山古墳があることなどから、吉備の最有力豪族の拠点だったと推定される。その後も瀬戸内海に面した交通の要を占め、天智天皇の時代に鬼ノ城が築かれた。律令制では上国とされた。
管下に都宇、窪屋、浅口、小田、後月、下道、賀夜、英賀、哲多の9郡がおかれた。後に鎌倉時代のころ、賀陽郡の一部を割いて上房郡、下道郡の一部を割いて川上郡が置かれ11郡となった。
備中国には山陽道の駅家は、津峴（つさか）、河辺（かわのべ）、小田、後月（しつき）の4駅が置かれた（『延喜式』兵部）。
平安時代末には、妹尾兼康という武士が出、十二か郷用水を開いて村々を潤した。兼康は中央の政治では平家に忠実な家人として活躍し、最後は備中国板倉で源義仲に敗れて死んだ。
室町時代、備中国は細川氏が代々守護であったが、その影響力は早くから絶対的とは言い難く、守護代、庄氏・石川氏・上野氏や三村氏を初めとする有力地頭など国人衆の独立性が強かった。戦国時代中期には、尼子氏・大内氏の係争地となっていたが、1560年頃には毛利氏と同盟した三村氏（備中松山城を本拠とした）が備中国の支配をほぼ手中にした。しかし、その三村氏も1575年に織田信長の誘いを受けて毛利氏と対立するに至り、毛利氏によって滅ぼされた（備中兵乱）。さらに羽柴秀吉を先鋒に織田信長が進出してくると、備中国高松城が織田・毛利両軍の対峙の場になった。織田信長の死による講和で、毛利輝元は備中の三郡を譲り、残りを保持することになった。
江戸時代の備中国は、数多い知行地に分割領有された。元和3年（1617年）まで、幕府は備中国奉行を派遣して広域統治にあたらせた。その後の江戸時代初期には隣接の備後福山藩水野氏の領として現在の笠岡市や井原市の大半が領地であったりし、他の備中国の小藩には、備中松山藩（池田氏、水谷氏を経て板倉氏）、成羽藩（山崎氏）、岡田藩（伊東氏）、足守藩（木下氏）、庭瀬藩（戸川氏、後に板倉氏）、浅尾藩（蒔田氏）があった。以上は断絶や転封で様々に変遷した。現在の高梁市にある松山城が備中国唯一の城で、残りは陣屋を構えた。松山城下は江戸時代はじめに備中国で最大の人口規模を抱えた。
倉敷は、城下町ではなかったが、徳川氏政権の直轄地として代官所が置かれ、幕府によって備前国から讃岐国に移管された小豆島なども統治した。江戸時代を通じて発展を続けた倉敷は、松山と肩を並べ、やがてこれを凌駕して備中最大の都市となって現在に至る。現在の倉敷市西部にあたる玉島は、瀬戸内海の流通と結びついた備中松山藩の海港として栄えた。備中では綿作が広まり、江戸時代後期になるとその加工も盛んになった。また、製鉄もなお重要であり続けた。
幕府調査による人口は、文政5年（1822年）が33万7155人であった。明治政府の明治5年（1872年）の調査による人口は、39万6880人であった。

### 近世以降の沿革
- 「旧高旧領取調帳」に記載されている明治初年時点での国内の支配は以下の通り（584村・384,279石）。太字は当該郡内に藩庁が所在。国名のあるものは飛地領。特記以外の幕府領は倉敷代官所が管轄。
  - 都宇郡（52村・35,935石余） - 幕府領、旗本領、岡山新田藩（生坂）、庭瀬藩
  - 窪屋郡（60村・44,857石余） - 幕府領、旗本領、岡山新田藩（生坂）、岡山新田藩（鴨方）、浅尾藩、備前岡山藩
  - 小田郡（78村・37,687石余） - 幕府領、旗本領、一橋徳川家領、庭瀬藩、新見藩、岡山新田藩（鴨方）、摂津麻田藩
  - 阿賀郡（48村・33,232石余） - 幕府領、旗本領、新見藩、松山藩、伊勢亀山藩
  - 後月郡（39村・18,432石余） - 幕府領（一部は大森代官所が管轄）、旗本領、一橋徳川家領、摂津麻田藩
  - 浅口郡（63村・58,447石余） - 幕府領、旗本領、岡山新田藩（鴨方）、浅尾藩、新見藩、松山藩、丹波亀山藩、摂津麻田藩、備前岡山藩
  - 賀陽郡（82村・50,551石余） - 幕府領、旗本領、足守藩、庭瀬藩、浅尾藩、松山藩、備前岡山藩
  - 下道郡（29村・26,253石余） - 岡田藩、松山藩、備前岡山藩
  - 上房郡（32村・24,735石余） - 一橋徳川家領、松山藩、伊勢亀山藩
  - 哲多郡（34村・22,949石余） - 幕府領、松山藩、新見藩
  - 川上郡（67村・31,196石余） - 幕府領（一部は大森代官所が管轄）、旗本領、松山藩、備後福山藩
- 慶応4年
  - 5月16日（1868年7月5日） - 幕府領が倉敷県の管轄となる。
  - 6月20日（1868年8月8日） - 川上郡・浅口郡の交代寄合山崎氏が立藩して成羽藩となる。
- 明治元年12月7日（1869年1月19日） - 松山藩が戊辰戦争後の処分により減封。浅口郡・哲多郡・阿賀郡の全領地、賀陽郡・上房郡・川上郡の一部の領地が倉敷県の管轄となる。
- 明治2年
  - 6月19日（1869年7月27日） - 丹波亀山藩が改称して亀岡藩となる。
  - 6月25日（1869年8月2日） - 岡山新田藩（鴨方）が改称して鴨方藩となる。
  - 11月2日（1869年12月4日） - 松山藩が改称して高梁藩となる。
- 明治3年
  - 1月12日（1870年2月12日） - 岡山新田藩（生坂）が改称して生坂藩となる。
  - 領地替えにより、都宇郡・賀陽郡の幕府領・旗本領、窪屋郡の旗本領の各一部が足守藩領となる。
  - この年までに旗本領・一橋徳川家領が倉敷県の管轄となる。
- 明治4年
  - 7月14日（1871年8月29日） - 廃藩置県により、藩領が生坂県、鴨方県、浅尾県、足守県、庭瀬県、浅尾県、高梁県、成羽県、新見県および岡山県、亀山県、福山県、亀岡県、麻田県の飛地となる。
  - 11月15日（1871年12月26日） - 第1次府県統合により、全域が深津県の管轄となる。
- 明治5年6月5日（1872年7月10日） - 小田県の管轄となる。
- 明治8年（1875年）12月20日 - 第2次府県統合により岡山県の管轄となる。

## 国内の施設

### 国府

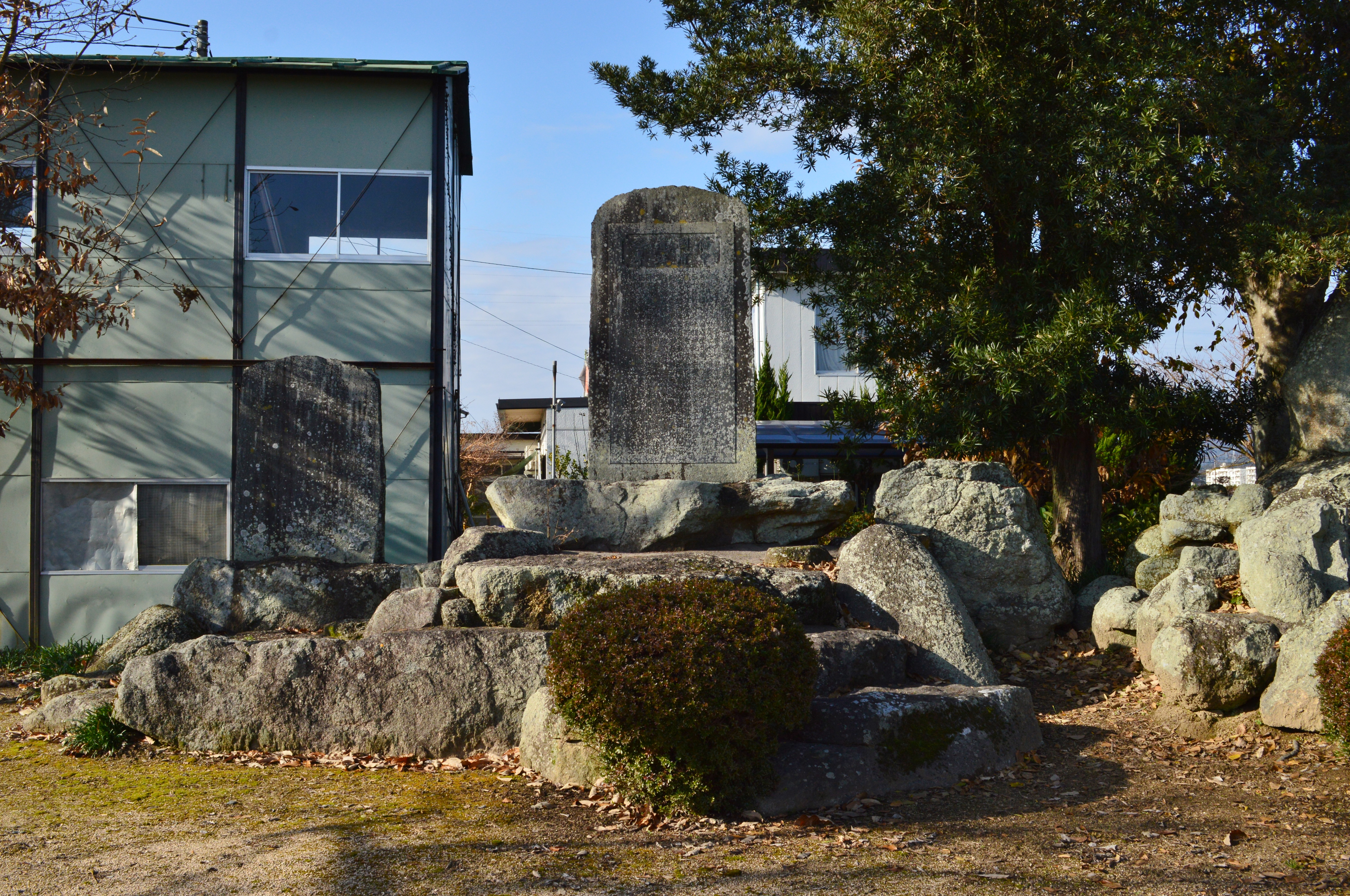
伝備中国府跡（岡山県総社市）

備中国府は、文献によると賀夜郡の所在と見える。総社市金井戸付近に国府・北国府・南国府・国府西などの字名が残ることから同地に推定されるが、具体的な所在地は不詳。伝承地は「伝備中国府跡」として総社市指定史跡に指定されている（北緯34度40分58.49秒 東経133度46分29.98秒 / 北緯34.6829139度 東経133.7749944度）。

### 国分寺・国分尼寺

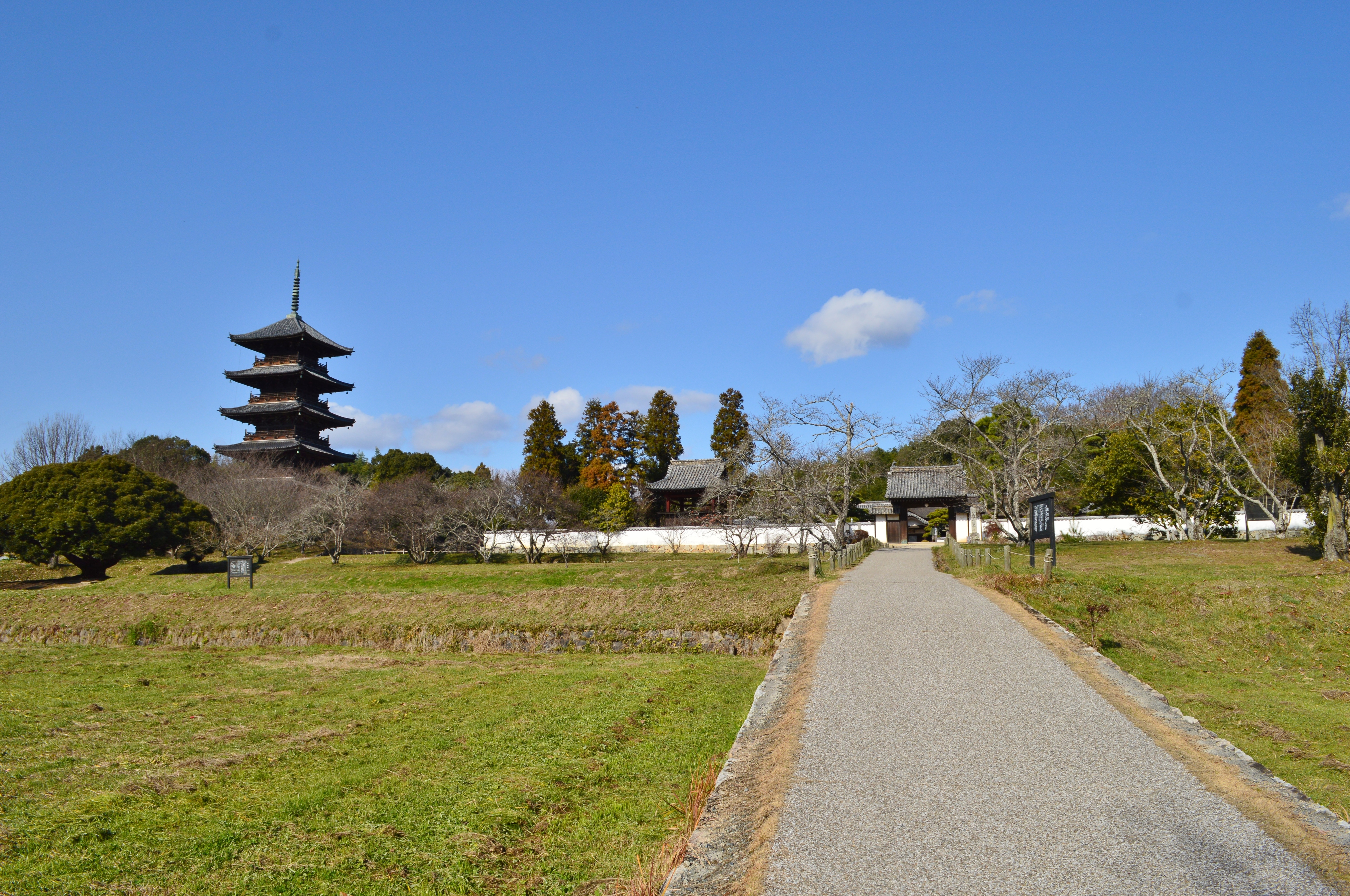
備中国分寺（岡山県総社市）

- 備中国分寺跡（総社市上林、北緯34度39分59.08秒 東経133度46分55.77秒 / 北緯34.6664111度 東経133.7821583度）
国の史跡。国府推定地の南方2キロメートルに位置する。寺域は東西160メートル・南北180メートルで、金堂・塔・講堂・中門・南門といった主要伽藍の遺構が見つかっている。中世に廃寺になったが、江戸時代に古代国分寺跡に重複して日照山總持院国分寺が再建され、法燈を伝承する。
- 備中国分尼寺跡（総社市上林字皇塚、北緯34度40分2.15秒 東経133度47分18.1秒 / 北緯34.6672639度 東経133.788361度）
国の史跡。僧寺の東方に位置する。寺域は東西108メートル・南北216メートルで、金堂・講堂・中門・南門といった主要伽藍の遺構が見つかっている。僧寺より早く廃絶したと見られる。

### 神社

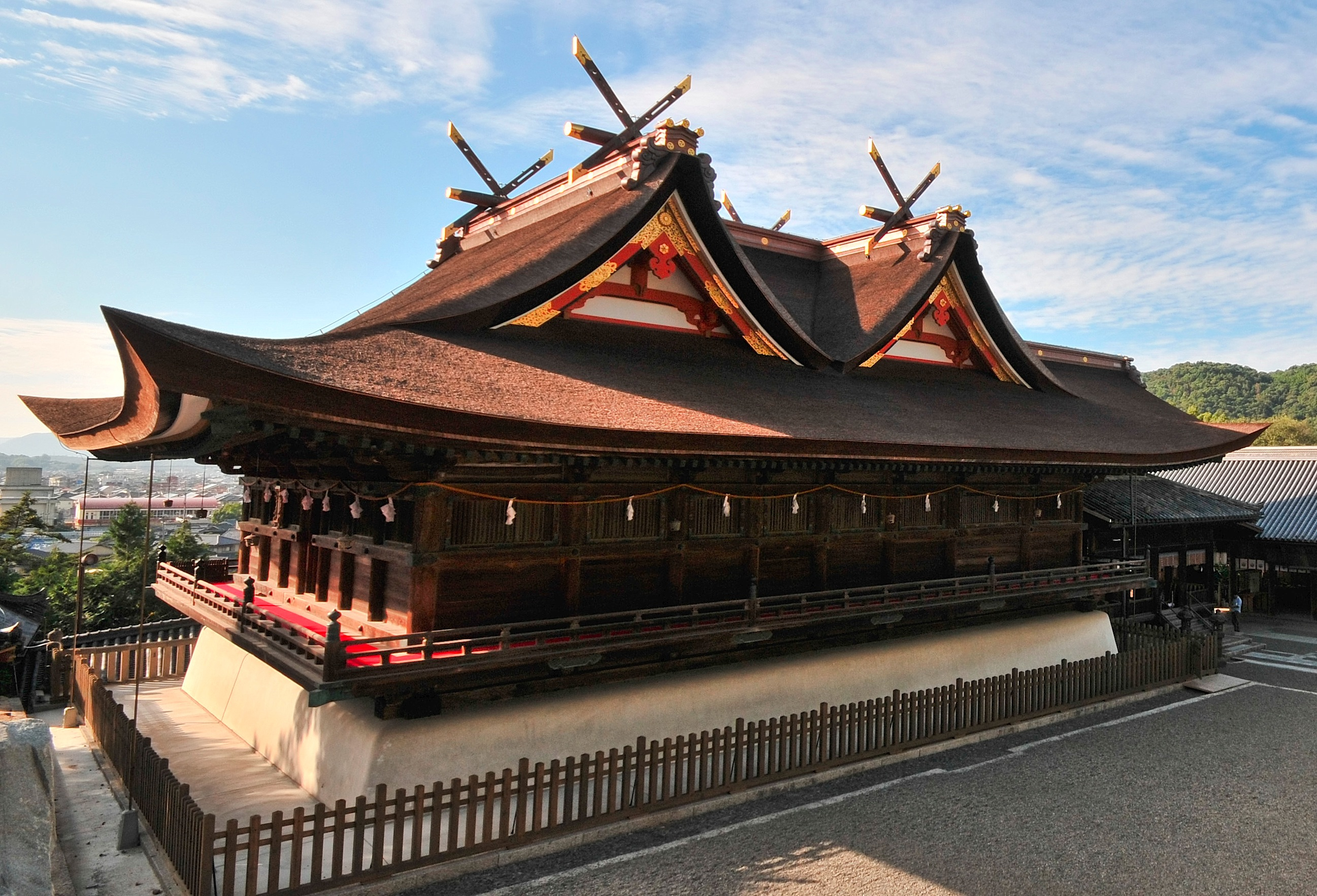
吉備津神社（岡山県岡山市）

延喜式内社
『延喜式神名帳』には、大社1座1社・小社17座17社の計18座18社が記載されている（「備中国の式内社一覧」参照）。大社1社は以下に示すもので、名神大社である。
- 賀夜郡 吉備津神社
  - 比定社：吉備津神社（岡山市北区吉備津）

総社・一宮以下
『中世諸国一宮制の基礎的研究』に基づく一宮以下の一覧。
- 総社：備中国総社宮（総社市総社2丁目、北緯34度40分34.2秒 東経133度45分16.3秒 / 北緯34.676167度 東経133.754528度）
- 一宮：吉備津神社（岡山市北区吉備津、北緯34度40分14.4秒 東経133度51分02.2秒 / 北緯34.670667度 東経133.850611度）

二宮以下はなし。ただし、皷神社（岡山市上高田）の社伝では同社を二宮とする。

## 地域

### 郡
- 都宇郡（津宇郡）
- 窪屋郡
- 賀陽郡（賀夜郡）
  - 上房郡 - 上記より分立
- 下道郡
  - 川上郡 - 上記より分立
- 浅口郡
- 小田郡（小多郡）
- 後月郡
- 哲多郡
- 阿賀郡（英賀郡）

### 江戸時代の藩
- 新見藩、関家（1.8万石）
- 備中松山藩、池田家（6.5万石）→水谷家（5万石）→安藤家（6.5万石）→石川家（6万石）→板倉家（5万石→2万石）
- 成羽藩、山崎家（3万石）→水谷家（5万石）→旗本山崎家（5千石）
- 浅尾藩、蒔田家（1万石→8,310石→7,700石→1万石）
- 足守藩、木下家（2.5万石）→浅野家（2.4万石）→木下家（2.5万石）
- 岡田藩、伊東家（10,343石）
- 庭瀬藩、戸川家（2.9万石→2.25万石→2.1万石→2万石）→久世家（5万石）→藤井松平家（3万石）→板倉家（2万石）
- 生坂藩（岡山藩支藩、1.5万石）
- 鴨方藩（岡山藩支藩、2.5万石）
- 西江原藩、森家（2万石）→赤穂藩へ転封

## 人物

### 国司

#### 備中守
- 市原王
- 藤原魚名：天平宝字2年（758年）任官
- 藤原縄麻呂：天平宝字3年（759年）任官
- 道守王：天平宝字7年（763年）任官
- 日置道形：780年頃任官
- 藤原園人：天応元年（781年）任官
- 紀深江：835年頃
- 春澄善縄：承和15年（848年）任官
- 源多：仁寿3年（853年）頃任官
- 源融：斉衡4年（857年）任官
- 源舒：貞観6年（864年）任官（権守）
- 藤原保則：貞観8年（866年）任官（権守）、後に守
- 源直：貞観19年正月15日（877年2月1日）任官
- 藤原有実：昌泰2年（899年）任官
- 在原友子：延喜元年（901年）任官
- 三善清行：延喜6年（906年）任官
- 藤原在衡：天慶5年（942年）任官
- 藤原朝忠：天徳2年（958年）任官
- 小野好古：天徳4年（960年）任官
- 源重信：応和元年（961年）任官
- 藤原伊尹：応和3年（963年）任官
- 藤原陳政：正暦3年（992年）任官
- 源経房：長徳3年（997年）任官
- 源成信：長保3年（1001年）任官
- 藤原忠輔：長保4年（1002年）任官
- 藤原兼隆：寛弘6年（1009年）任官
- 橘儀懐：寛弘8年（1011年）任官
- 藤原頼宗：長和3年（1014年）任官
- 藤原知光：長和4年（1015年）任官
- 藤原済家：治安元年（1021年）任官
- 源行任：治安3年（1023年）任官
- 藤原邦恒：万寿4年（1027年）任官
- 源資綱：長元7年（1034年）任官
- 藤原兼房：長元8年（1035年）任官
- 藤原師成：寛徳2年（1045年）任官
  - 藤原経家：天喜2年（1054年）任官（権守）
- 藤原憲輔：康平2年（1059年）任官
- 藤原実政：延久元年（1069年）任官
- 藤原仲実：永保元年（1081年）任官
  - 源雅俊：寛治6年（1092年）任官（権守）
  - 源師頼：長治元年（1104年）任官（権守）
- 藤原重通：永久2年（1114年）任官
  - 源師時：保安4年（1123年）任官（権守）
- 藤原親信：1150年頃
- 平師盛：治承3年（1179年）任官
  - 平経盛：養和2年（1182年）任官（権守）
- 陶山清直 : 正慶2年 任官[注釈 5]
- 秋庭氏 : 観応3年（1352年）頃[注釈 6]
- 多治部師景 : 貞治3年（1364年）~永和元年（1374年）頃[注釈 7]
- 陶山氏 : 嘉慶元年(1387~88)頃[3]
- 楢崎氏 : 文明11年（1479年）頃[注釈 8]
- 新見氏 : 明応2年（1493年）、大永7年（1527年）

#### 備中介
- 百済河成：承和年間任官
- 藤原長房：康平3年2月21日（1060年3月25日）任官
  - 源雅俊：承暦3年（1079年）任官（権介）
  - 源師頼：応徳4年（1087年）任官（権介）、嘉保2年（1095年）任官。
  - 源師時：康和5年（1103年）任官（権介）
- 源雅定：永久4年（1116年任官）
- 藤原為通：保延3年（1137年）任官

#### 備中掾
- 平致頼

### 守護

#### 鎌倉幕府
- 1184年～? - 土肥実平
- 1276年～1279年 - 北条氏

#### 室町幕府
- 1343年～1351年 - 南宗継
- 1352年～1355年 - 秋庭氏
- 1356年～1362年 - 細川頼之
- 1362年～? - 高師秀
- 1364年～1365年 - 宮兼信（備後国吉備津神社社家）
- 1365年～1375年 - 渋川義行
- 1375年～1393年 - 渋川満頼
- ？～1381年 - 石堂氏
- 1390年～1392年 - 細川頼之
- 1392年～1405年 - 細川満之
- 1405年～1430年 - 細川頼重
- 1430年～1460年 - 細川氏久
- 1460年～1493年 - 細川勝久
- 1511年～1512年 - 細川之持
- 1515年～1518年 - 細川政春
- 1552年～1561年 - 尼子晴久
- 1562年～1563年 - 毛利隆元

### 国人
英賀郡
- 多治部氏 - 多治部郷。備中守。山名氏・尼子氏ら山陰の勢力と協力。
- 楢崎氏 - 備中守。鳶巣山城主。備後楢崎氏はこの氏族の派生と見られる。[4]
- 伊達氏 - 甲籠城主。

哲多郡
- 新見氏 - 新見荘の地頭。備中守。
- 石蟹氏 - 石蟹郷の国人。備中三村氏の庶流と言われる。

上房郡
- 秋庭氏 - 有漢郷。守護・備中守を務め、細川京兆家内衆へ。

川上郡
- 三村氏 - 常陸国から信濃を経て備中に来た西遷御家人。家親の代に戦国大名化。
- 赤木氏 - 新補地頭。三村氏同様に信濃から移住。

賀夜郡
- 野山氏 - 本姓伊達氏。

小田郡
- 庄氏 - 備中細川氏守護代。強大な勢力を誇り守護細川氏に反乱。
- 小田氏 - 小田郷

都宇郡
- 石川氏 - 庄氏と並んで備中細川氏守護代。
- 清水氏 - 清水宗治が著名。

後月郡
- 伊勢氏 - 荏原荘。伊勢盛時（北条早雲）がこの氏族から誕生。
- 那須氏 - 荏原荘。那須与一の後裔。供養墓ながら墓も存在。[5]

下道郡
- 上野氏 - 足利氏族で幕臣。十代将軍義稙の命で下向。下道郡下原郷鬼邑山城と松山城を支配した。

浅口郡
- 中島氏 - 片島。幕臣二階堂氏族。十代将軍義稙の命で下向。
- 陶山氏 - 備中守。室町幕府奉公衆。

### 戦国大名
- 三村氏 - 家親が備中を制覇し、備前・美作にも進出したが暗殺され、子元親は織田政権と結んで毛利氏に反し、滅ぼされた。
- 宇喜多氏 - 三村氏と抗争しつつ備前から進出。
- 尼子氏 - 庄氏と結び備中を支配下においたが、三村氏に追われた。
- 毛利氏 - 備中兵乱で三村氏を滅ぼし直接支配下に置いた。

### 織豊大名
- 毛利輝元 - 中国国分により、高梁川以西を領知。
- 宇喜多秀家 - 中国国分により、高梁川以東を領知。
- 伊東長実 - 小田原征伐の功により天正19年（1591年）に川辺1万300石を与えられる。子孫は同地にて岡田藩主として続く。

### 武家官位としての備中守

#### 江戸時代以前
- 熊谷直国：鎌倉幕府御家人。平家物語で有名な熊谷直実の孫
- 佐々木頼綱（六角頼綱）：鎌倉幕府御家人、近江守護
- 六角満高：南北朝時代から室町時代の武将、守護大名。近江守護
- 陶山氏 : 任官の後、世襲官途。陶山備中入道（『文安年中御番帳』）など。
- 多治部氏 : 南朝による任官の後、世襲官途
- 楢崎氏 : 任官の後、世襲官途。任官直前まで備前守を世襲官途としていた[6]。
- 石川通経 : 享禄3年（1530年）
- 庄為資 : 天文2年（1533年）
- 庄高資 : 元亀元年（1570年）
- 三村家親 : 元亀2年（1571年）
- 伊勢氏 : 惣領家と備中伊勢氏双方。貞國が初例。盛貞・貞藤・貞達・貞陸など。世襲官途[注釈 9]。
- 伊勢盛定：室町幕府将軍申次。北条早雲の父
- 太田資清：相模守護代、太田道灌の父
- 太田道灌：扇谷上杉家の家宰。江戸城を築城
- 小山田虎満（小山田備中守）：甲斐武田家の家臣
- 塙直政：天正3年（1575年）任官。織田氏の家臣
- 片倉景綱（片倉小十郎）：伊達政宗の軍師
- 安芸毛利氏当主
  - 毛利親衡：南北朝時代の武将
  - 毛利元春：親衡の子
  - 毛利煕元：室町時代の武将
  - 毛利隆元：毛利元就の長男

#### 江戸時代
- 阿部家宗家
  - 阿部正次：宗家初代。武蔵鳩ヶ谷藩、上総大多喜藩、相模小田原藩、武蔵岩槻藩初代藩主
  - 阿部定高：宗家3代。岩槻藩第3代藩主
  - 阿部正邦：宗家5代。岩槻藩5代藩主、丹後宮津藩、下野宇都宮藩、備後福山藩初代藩主
  - 阿部正倫：宗家8代。福山藩第4代藩主
  - 阿部正精：宗家9代。福山藩第5代藩主・老中
- 遠江掛川藩太田家
  - 太田資宗：太田家初代。下野山川藩、三河西尾藩、遠江浜松藩初代藩主。太田道灌の子孫
  - 太田資直：太田家3代。駿河田中藩初代藩主
  - 太田資晴：太田家4代。田中藩第2代藩主、陸奥棚倉藩、上野館林藩主
  - 太田資愛：太田家6代。遠江掛川藩第2代藩主・老中
  - 太田資始：太田家9代。掛川藩第5代藩主・老中
  - 太田資功：太田家10代。掛川藩第6代藩主
  - 太田資美：太田家11代。掛川藩第7代藩主、上総松尾藩主
- 上総一宮藩加納家
  - 加納久周：加納家3代。伊勢八田藩第3代藩主
  - 加納久儔：加納家5代。八田藩第5代藩主、上総一宮藩初代藩主
  - 加納久徴：加納家6代。一宮藩の第2代藩主
- 近江小室藩小堀家
  - 小堀正之：第2代藩主。茶人小堀遠州の子
  - 小堀政峯：第5代藩主
  - 小堀政方：第6代藩主
- 伊勢菰野藩土方家
  - 土方雄豊：第3代藩主
  - 土方雄端：第6代藩主
  - 土方雄嘉：第11代藩主
- 上総大多喜藩大河内松平家本家
  - 松平正貞：本家4代。第2代藩主
  - 松平正路：本家7代。第5代藩主
  - 松平正義：本家9代。第7代藩主
  - 松平正和：本家10代。の第8代藩主
- 和泉伯太藩渡辺家
  - 渡辺基綱：渡辺家3代。武蔵野本藩第3代藩主、和泉大庭寺藩主、和泉伯太藩初代藩主
  - 渡辺潔綱：渡辺家10代。伯太藩第8代藩主。
  - 渡辺章綱：渡辺家11代。伯太藩第9代藩主。
- その他
  - 井伊直禔：近江彦根藩第10代藩主
  - 池田長吉：因幡鳥取藩初代藩主
  - 池田長幸：鳥取藩第2代藩主、備中松山藩初代藩主
  - 板倉勝行：陸奥福島藩第6代藩主
  - 京極高富：丹後峰山藩第11代藩主
  - 京極高陳：峰山藩第12代藩主
  - 酒井忠解：出羽大山藩初代藩主
  - 佐久間勝豊：信濃長沼藩3代藩主
  - 堀田正俊：正俊系堀田家初代。上野安中藩、下総古河藩初代藩主・老中・大老
  - 堀田正睦：正俊系堀田家9代。下総佐倉藩第5代藩主・老中首座
  - 牧野貞長：成貞系牧野家5代。常陸笠間藩第2代藩主・老中
  - 牧野貞喜：成貞系牧野家6代。笠間藩第3代藩主
  - 増山正同：伊勢長島藩第8代藩主
  - 松平定静：伊予松山藩8代藩主
  - 松平直堅：越後糸魚川藩祖
  - 松平康員：石見浜田藩第3代藩主
  - 三宅康和：三河田原藩第9代藩主

## 備中国の合戦
- 1183年：水島の戦い、源義仲軍（源義清） x 平家軍（平重衡・平通盛）
- 1574年 - 1575年：備中兵乱、毛利・宇喜多軍（小早川隆景、宇喜多直家） x 三村元親
- 1582年：備中高松城の戦い、織田軍（羽柴秀吉） x 毛利軍（清水宗治）

## 産物
- 弁柄 - 宝永4年（1707年）、全国ではじめて吹屋で生産され、大正時代まで繁栄。
- 備中石 - 古名である岡山県で発見された鉱物。